# IC 5075
IC 5075 је спирална галаксија у сазвјежђу Паун која се налази на листи објеката дубоког неба у Индекс каталогу.
Деклинација објекта је - 71° 52' 5" а ректасцензија 21h 4m 37,5s. Привидна величина (магнитуда) објекта IC 5075 износи 13,8 а фотографска магнитуда 14,6. IC 5075 је још познат и под ознакама ESO 74-23, IRAS 20595-7204, PGC 66040.